# Lupinus cosentinii
Lupinus cosentinii är en ärtväxtart som beskrevs av Giovanni Gussone. Lupinus cosentinii ingår i släktet lupiner, och familjen ärtväxter. Inga underarter finns listade i Catalogue of Life.